# 7-й танковий корпус СС
7-й танковий корпус СС (нім. VII. SS-Panzerkorps) — військове формування, танковий корпус у складі військ Ваффен-СС. Участі в бойових діях корпус не брав.

## Історія
Командування корпусу було створено 3 жовтня 1943 року. Весною 1944 року на території Німеччини почали формуватися деякі корпусні частини. Для корпусних частин було встановлено номер 107. 30 червня всі сформовані корпусні частини були передані до складу 4-го танкового корпусу СС, а 20 липня командування корпусу було розформовано.

## Дислокація
- Німеччина (жовтень 1943 — червень 1944)

## Командири
- Группенфюрер СС і Генерал-лейтенант Ваффен-СС Маттіас Кляйнгайстеркамп (3 жовтня 1943 — 20 липня 1944)

## Бойовий склад 7-го танкового корпусу СС
Формування управління, забезпечення та підтримки
- авіаційна ескадрилья корпусу (Fliegerstaffel);
- 107-й топографічний відділ корпусу СС (SS-Korpskartenstelle (mot) 107);
- 107-й танковий батальйон СС (SS-Panzerabteilung 107);
- 7-ме артилерійське командування СС (Arko VII. SS-Panzerkorps);
- 107-ма зенітна батарея СС (SS-Flak Kompanie 107);
- 104/107-й дивізіон реактивних установок СС (SS-Werfer Abteilung 107./104.);
- 107-й корпусний батальйон зв'язку СС (SS-Korps-Nachrichten-Abteilung 104);
- важка моторизована батарея розвідки СС (schwere SS-Beobachtung Batterie);
- 509-й розвідувальний батальйон СС (SS-Aufklärungs-Abteilung 509);
- корпусне управління постачання (SS-Korps Nachschubführer);
- моторизована ремонтна рота СС (SS-Bekleidung Instandsetzung Kompanie (mot.) (SS-Bekl.Inst.-Kp.));
- 107-й санітарний батальйон СС (SS-Sanitäts Abteilung 107);
- 507-й польовий лазарет СС (SS-Feldlazarett 507);
- 507-й санітарно-евакуаційний загін (SS-Krankenwagen Zug 507);
- 107-ма моторизована фельдпошта (SS-Feldpostamt (mot.) 107);
- 107-ма моторизована рота фельджандармерії СС (SS-Feldgendarmerie Trupp (mot.) 107);
- рота охорони СС (SS-Sicherheits-Kompanie)

- 10-та танкова дивізія СС "Фрунсберг"
- 17-та панцергренадерська дивізія СС "Гьотц фон Берліхінген"